# Kurt Welter
Kurt Welter (Lindenthal, 25 de Fevereiro de 1916 — Leck, 7 de Março de 1949) foi um piloto alemão da Luftwaffe durante a Segunda Guerra Mundial. Foi o maior ás a jato da história da aviação. Um ás, ou ás da aviação, é um piloto militar que tenha abatido cinco ou mais aeronaves inimigas em confronto aéreo. Welter abateu um total de 63 aeronaves inimigas ao longo da sua carreira, em apenas 93 missões de combate. 56 das suas vitórias ocorreram de noite, incluindo 33 Mosquitos, e também abateu mais de 20 aeronaves pilotando o Messerschmitt Me 262, fazendo dele o maior ás da aviação em aviões a jato da Segunda Guerra Mundial e da história da aviação.
Welter nasceu em Lindenthal a 25 de Fevereiro de 1916. Ele juntou-se à Luftwaffe em 1934 e recebeu instrução e treino de pilotagem. Demonstrou uma forte habilidade natural como piloto e depressa foi escolhido para ser instrutor de voo, ficando neste cargo durante muitos anos. Em 1943 Welter foi transferido para uma unidade operacional de caças noturnos, pilotando aviões de caça a pistão. A 18 de Outubro de 1944, depois de 40 missões de combate, Welter foi agraciado com a Cruz de Cavaleiro da Cruz de Ferro.
No início de 1945, foi novamente transferido para uma unidade de caças experimentais onde iria pilotar o Messerschmitt Me 262. A 11 de Março de 1945 foi agraciado com a Cruz de Cavaleiro da Cruz de Ferro com Folhas de Carvalho pelas suas 48 vitórias aéreas. Welter sobreviveu à guerra, mas foi vítima de um acidente enquanto esperava numa passagem de nível, a 7 de Março de 1949.

## Biografia
Welter nasceu a 25 de Fevereiro de 1916 em Lindenthal. Depois de completar os estudos, juntou-se à Luftwaffe no dia 1 de Outubro de 1934, recebendo instrução e treino de pilotagem. Dada a excelente prestação durante a sua formação como piloto, Welter foi colocado como instrutor de pilotagem. Durante a Segunda Guerra Mundial, foi promovido a Feldwebel no dia 1 de Agosto de 1940, sendo transferido para a escola de voo Flieger-Ausbildungs-Regiment 63 e, mais tarde, para outra escola em Quedlinburg; nesta, serviu como instrutor até 10 de Agosto de 1943, quando foi transferido para a sua última escola, a Blindflugschule 10 em Altenburg, com a patente de Oberfeldwebel, instruindo futuros pilotos de caças noturnos.
A 2 de Setembro de 1943 Welter é transferido para a Jagdgeschwader 301 (JG 301), uma unidade de caças noturnos que estava a testar o uso de caças Fw 190A-5 e Fw 190A-6 à noite, muitas vezes equipados com o sistema Naxos, em missões referidas como Wilde Sau. Na primeira missão em que aplicou a técnica Wilde Sau, onde interceptou bombardeiros aliados na noite de 22 de Setembro de 1943, Welter abateu dois bombardeiros quadrimotor. Abateu mais dois na sua terceira missão na noite de 3 de Outubro de 1943. No início de Abril de 1944, já havia acumulado 17 vitórias em apenas 15 missões. Consequentemente, a 10 de Maio de 1944, Welter foi condecorado com a Cruz Germânica em ouro. A 7 de Julho de 1944, é transferido para a Jagdgeschwader 300 (JG 300). Neste mês, Welter ceifou mais dois bombardeiros B-17 norte-americanos e três caças P-51. A partir de 25 de Julho, Welter serviu o Nachtjagdgruppe 10 (NJGr 10), onde continuou a aplicar a técnica Wilde Sau. Abateu mais quatro bombardeiros britânicos Lancaster na noite de 29 de Agosto de 1944.
Welter é novamente transferido para a 10. Staffel da JG 300 a 4 de Setembro de 1944, uma Staffel criada para combater os Mosquitos da RAF. Em Setembro, Welter abateu 7 Mosquitos, incluindo um por abalroamento. Estima-se que Welter, enquanto piloto na JG 300, tenha abatido 12 vitórias em apenas 18 missões. Na noite de 19 de Setembro de 1944, de acordo com Hinchliffe, Welter poderá ter abatido o famoso piloto britânico Guy Gibson. O Mosquito de Gibson despenhou-se perto de Steenbergen, nos Países Baixos. Welter foi novamente condecorado, desta vez com a Cruz de Cavaleiro da Cruz de Ferro, no dia 18 de Outubro de 1944, pelas suas 33 vitórias em apenas 40 missões.

### Messerschmitt Me 262

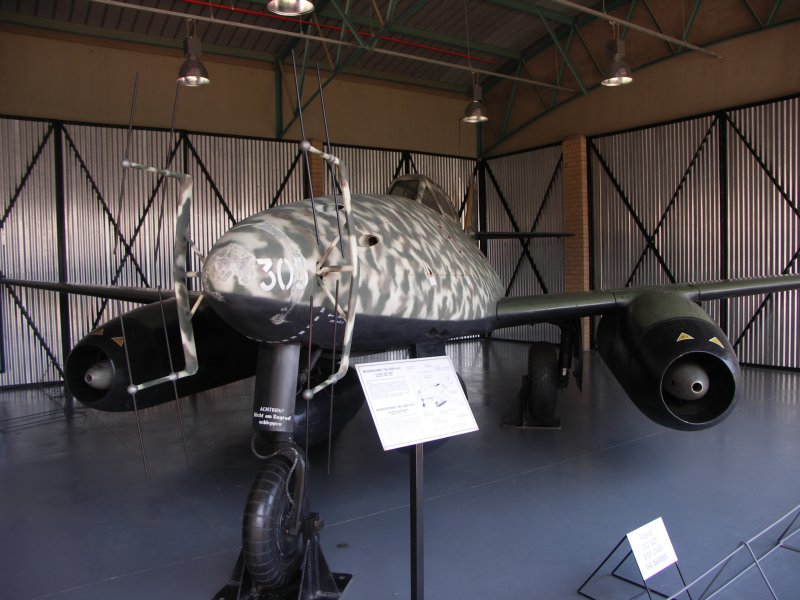
Um Me-262 equipado com radar, num museu na África do Sul.

A 2 de Novembro de 1944, Welter é transferido para o II. Gruppe da Nachtjagdgeschwader 11 (NJG 11), uma versão renovada da sua antiga unidade. Aqui, foi-lhe dado o comando de um Kommando especial, criado a 11 de Novembro de 1944, dedicado a efectuar intercepção de Mosquitos com o Messerschmit Me 262. De acordo com algumas fontes, Welter adicionou mais um Lancaster à sua lista de vitimas, na noite de 12 de Dezembro de 1944, sendo a primeira vitória aérea nocturna de um avião a jato. Outras fontes relatam que a sua primeira vitória aérea pilotando um Me 262 apenas ocorreu a 2 de Janeiro de 1945 ou a 5 de Janeiro. No dia 28 de Janeiro, a unidade que inicialmente se chamava Sonderkommando Stamp, baptizada em honra ao seu fundador, o Major Gerhard Stamp, e depois se chamou Sonderkommando Welter, foi redesignada 10. Staffel/NJG 11 e transferida de Rechlin–Lärz para Magdeburg. A unidade foi equipada com aviões Me 262 sem radar, e foi-lhe atribuída a missão de interceptar Mosquitos do Grupo N.º 8 da RAF na área de Berlim, com a ajuda de radares terrestres e holofotes. No início de Fevereiro de 1945, Welter já havia ceifado três aeronaves aliadas com o seu Me 262.
Mais tarde, Welter fez uma série de reivindicações questionáveis sobre vitórias aéreas contra Mosquitos na área de Berlim - três na noite de 21 de Fevereiro (nenhum Mosquito perdido), e outras três na noite de 2 de Março de 1945 (apenas um Mosquito ficou danificado). 10./NJG 11 também reivindicou diversos Mosquitos que atacavam Berlim nas noites de 21 de Março (três reivindicados, mas apenas um se perdeu), 23 de Março (de três, apenas um se perdeu e outro ficou danificado), 24 de Março (de dois, apenas um Mosquito ficou danificado), 27 de Março (de dois, realmente dois Mosquitos foram abatidos), 30 de Março (de quatro, um Mosquito perdeu-se e outro ficou danificado), 2 de Abril (de um, realmente um foi abatido), 3 de Abril (de dois, um foi abatido e outro ficou apenas danificado), e de 19 de Abril (de duas reivindicações, dois Mosquitos foram realmente abatidos). A última vitória de Welter ocorreu na noite de 3 de Abril de 1945, quando um Mosquito do Esquadrão N.º 139 da RAF foi abatido em Berlim. Welter foi condecorado com a Cruz de Cavaleiro da Cruz de Ferro com Folhas de Carvalho a 11 de Março de 1945 pelas suas 48 vitórias.

### Controvérsia das vitórias
Grande parte da controvérsia que envolve as vitórias de Welter com o Me 262 tiveram origem num memorando, escrito pelo próprio, a 29 de Maio de 1945, para os seus carcereiros britânicos. Neste memorando, Welter relata que entre Dezembro de 1944 e o final de Janeiro de 1945, como único piloto do Kommando Welter, ele voou 7 missões de combate e obteve três vitórias contra Mosquitos e duas contra bombardeiro Lancaster. Welter também alegou que, de 28 de Janeiro de 1945 até ao final da guerra, a 10./NJG 11 voou cerca de 63 missões de combate, e obteve 38 vitórias aéreas contra Mosquitos à noite, e 5 de dia; destas, ele pessoalmente havia abatido 20 Mosquitos à noite e dois durante o dia. Assim, de acordo com o meu memorando, um total de 25 Mosquitos e dois bombardeiros Lancaster haviam sido abatidos por ele enquanto pilotava o Me 262. Documentos oficiais da Luftwaffe relatam que, no dia 4 de Abril de 1945, a 10./NJG 11 obteve 34 vitórias aéreas; contudo, de acordo com os registos da RAF, apenas um máximo de 15 Mosquitos podem ter sido abatidos.
Oficialmente, Kurt Welter é creditado com 63 vitórias aéreas em 93 missões, das quais 56 foram durante a noite e 7 durante o dia. Entre as 63 vitórias, pensa-se que 33 possam ter sido Mosquitos. Assim, existe muita controvérsia sobre os números exactos deste piloto, com apenas três vitórias sobre Mosquitos a coincidirem com os registos históricos da RAF. Welter sobreviveu à guerra e foi trabalhar para uma fábrica de açúcar. Faleceu em Leck no dia 7 de março de 1949 enquanto esperava que um comboio passasse por uma passagem de nível, contudo parte da mercadoria do comboio desprendeu-se e caiu em cima da sua viatura, vitimando-o mortalmente.

## Condecorações
- Dienstauszeichnung 4ª classe (1938)[26]
- Troféu de Honra da Luftwaffe (20 de março de 1944)[5]
- Distintivo de Voo do Fronte da Luftwaffe[26]
- Cruz Germânica em Ouro (10 de maio de 1944)[27]
- Cruz de Ferro (1939)
  - 2ª classe (5 de outubro de 1943)[28]
  - 1ª classe (28 de outubro de 1943)[28]
- Cruz de Cavaleiro da Cruz de Ferro (18 de outubro de 1944)[29]
  - 769ª Folhas de Carvalho (11 de março de 1945)[29][30][31]